# Tim Whelan
Tim Whelan (* 2. November 1893 in Cannelton, Indiana als Timothy Francis Whelan; † 12. August 1957 in Beverly Hills, Kalifornien) war ein US-amerikanischer Filmregisseur, Drehbuchautor und Filmproduzent.

## Leben und Karriere
Tim Whelan begann seine Showkarriere beim Theater als Regisseur und Schauspieler, ehe er Anfang der 1920er-Jahre den Einstieg in das Filmgeschäft fand. Er arbeitete zunächst als Drehbuchautor, insbesondere von Slapstick-Komödien mit Harold Lloyd oder Harry Langdon. So zählte Whelan zu den Drehbuchautoren bei Lloyds Stummfilmklassiker Ausgerechnet Wolkenkratzer! aus dem Jahr 1923. Ende der 1920er-Jahre verlegte er sich hauptsächlich auf die Regiearbeit, doch schrieb er bis in die 1950er-Jahre weiterhin gelegentlich Drehbücher, auch für seine eigenen Filme.
Als Regisseur von insgesamt rund 30 Kinofilmen arbeitete Whelan nicht nur in Hollywood, sondern auch in den 1930er-Jahren für längere Zeit in England. Für den Produzenten Alexander Korda drehte er seine wohl erfolgreichsten Filme, darunter die LiebeskomödieThe Divorce of Lady X (1938) mit Merle Oberon und Laurence Olivier, das Filmdrama St. Martin's Lane (1938) mit Vivien Leigh und Charles Laughton, sowie der Spionagethriller Testflug QE 97 (1939) mit Laurence Olivier, Ralph Richardson und Valerie Hobson. Gemeinsam mit Ludwig Berger und Michael Powell führte er auch bei dem aufwendig produzierten Abenteuerfilm Der Dieb von Bagdad aus dem Jahr 1940 Regie. Anfang der 1940er-Jahre, nach Ausbruch des Zweiten Weltkrieges, kehrte Whelan in die Vereinigten Staaten zurück. Hier war er unter anderem für Frank Sinatras Debütfilm Higher and Higher (1943) verantwortlich und leitete die Randolph-Scott-Western Land der Banditen (1946) und Die Stadt der toten Seelen (1955). In den 1950er-Jahren betätigte er sich auch als Regisseur für verschiedene US-Fernsehserien.
Whelan starb 1957 im Alter von 63 Jahren in Beverly Hills. Er war von 1932 bis zu seinem Tod mit der Schauspielerin Miriam Seegar (1907–2011) verheiratet, sie hatten zwei Söhne. Der Sohn Michael wurde mit dem Down-Syndrom geboren, der Sohn Tim Whelan Jr. († 1997) war später ebenfalls als Schauspieler, etwa in 1976 in Deadly Harvest und Regisseur tätig.

## Filmografie (Auswahl)

### Nur Drehbuchautor
- 1923: Ausgerechnet Wolkenkratzer! (Safety Last!)
- 1923: Lieber krank als sorgenfrei (Why Worry?)
- 1924: Das Wasser kocht (Hot Water)
- 1924: Mädchenscheu (Girl Shy)
- 1925: Der Sportstudent (The Freshman)
- 1926: Exit Smiling
- 1926: Tramp, Tramp, Tramp
- 1926: Der starke Mann (The Strong Man)
- 1927: Meine beste Freundin (My Best Girl)
- 1932: The Crooked Circle

### Als Regisseur
- 1928: Heiraten und nicht verzweifeln (Adam's Apple)
- 1935: Der elektrische Stuhl (The Murder Man) (& Drehbuch)
- 1935: The Perfect Gentleman
- 1938: Besuch zur Nacht (The Divorce of Lady X)
- 1938: St. Martin's Lane (& Drehbuch)
- 1939: Testflug QE 97 (Q Planes)
- 1940: Der Dieb von Bagdad (The Thief of Bagdad)
- 1942: Seven Days' Leave (& Produktion)
- 1942: Wie ein Alptraum (Nightmare)
- 1943: Swing Fever
- 1943: Higher and Higher (& Produktion)
- 1944: Step Lively
- 1946: Land der Banditen (Badman’s Territory)
- 1955: Des Teufels rechte Hand (Texas Lady)
- 1955: Die Stadt der toten Seelen (Rage at Dawn)